# Рьё-Минервуа
Рьё-Минервуа́ (фр. Rieux-Minervois) — коммуна во Франции, находится в регионе Лангедок — Руссильон. Департамент коммуны — Од. Входит в состав кантона Пейрьяк-Минервуа. Округ коммуны — Каркасон.
Код INSEE коммуны — 11315.

## Население
Население коммуны на 2008 год составляло 2041 человек.
| 1962 | 1968 | 1975 | 1982 | 1990 | 1999 | 2008 |
| ---- | ---- | ---- | ---- | ---- | ---- | ---- |
| 1939 | 2048 | 1879 | 1892 | 1868 | 2075 | 2041 |

## Экономика
В 2007 году среди 1214 человек в трудоспособном возрасте (15—64 лет) 795 были экономически активными, 419 — неактивными (показатель активности — 65,5 %, в 1999 году было 66,4 %). Из 795 активных работали 689 человек (394 мужчины и 295 женщин), безработных было 106 (49 мужчин и 57 женщин). Среди 419 неактивных 86 человек были учениками или студентами, 142 — пенсионерами, 191 были неактивными по другим причинам.

## Фотогалерея

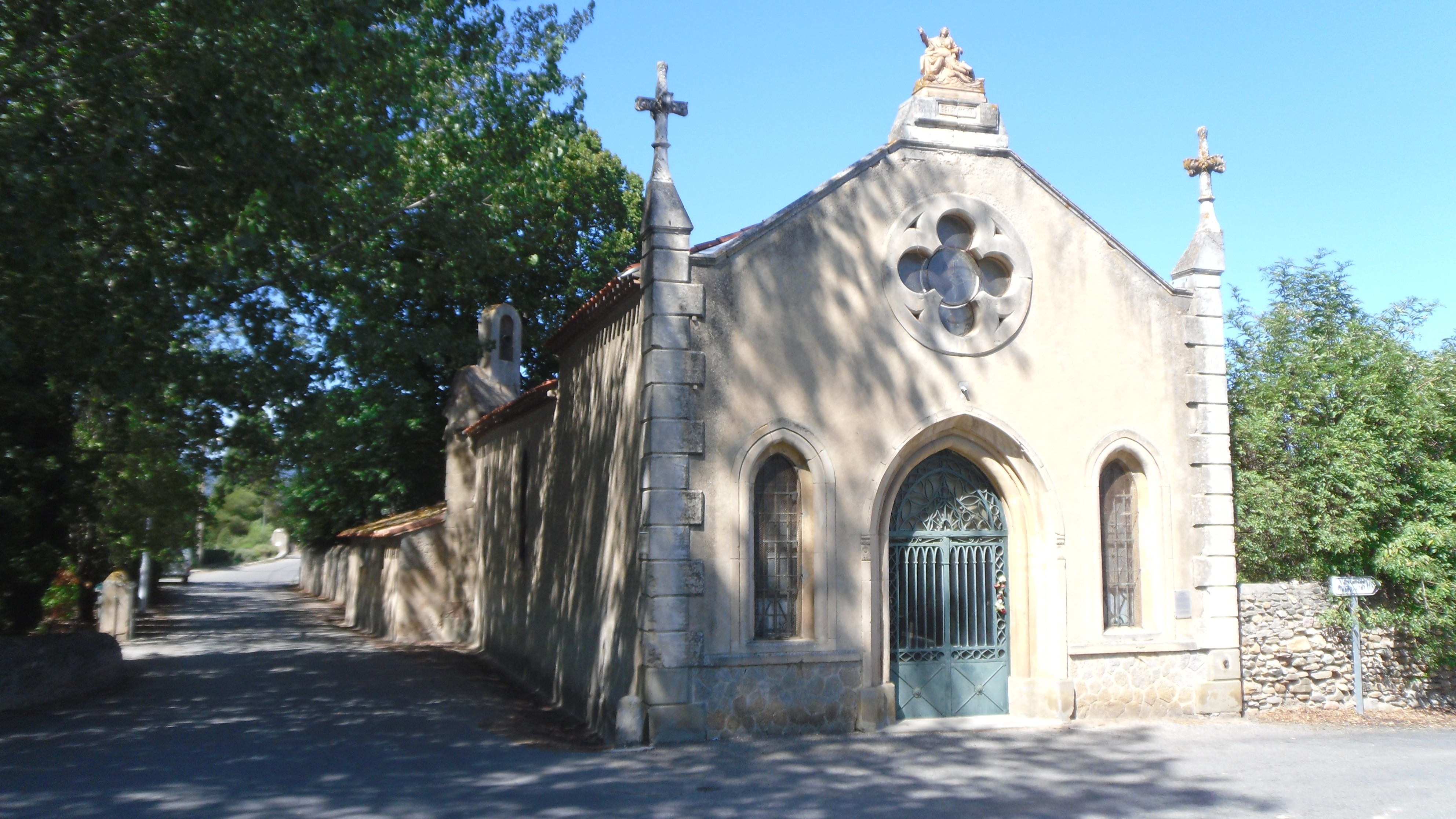
Часовня
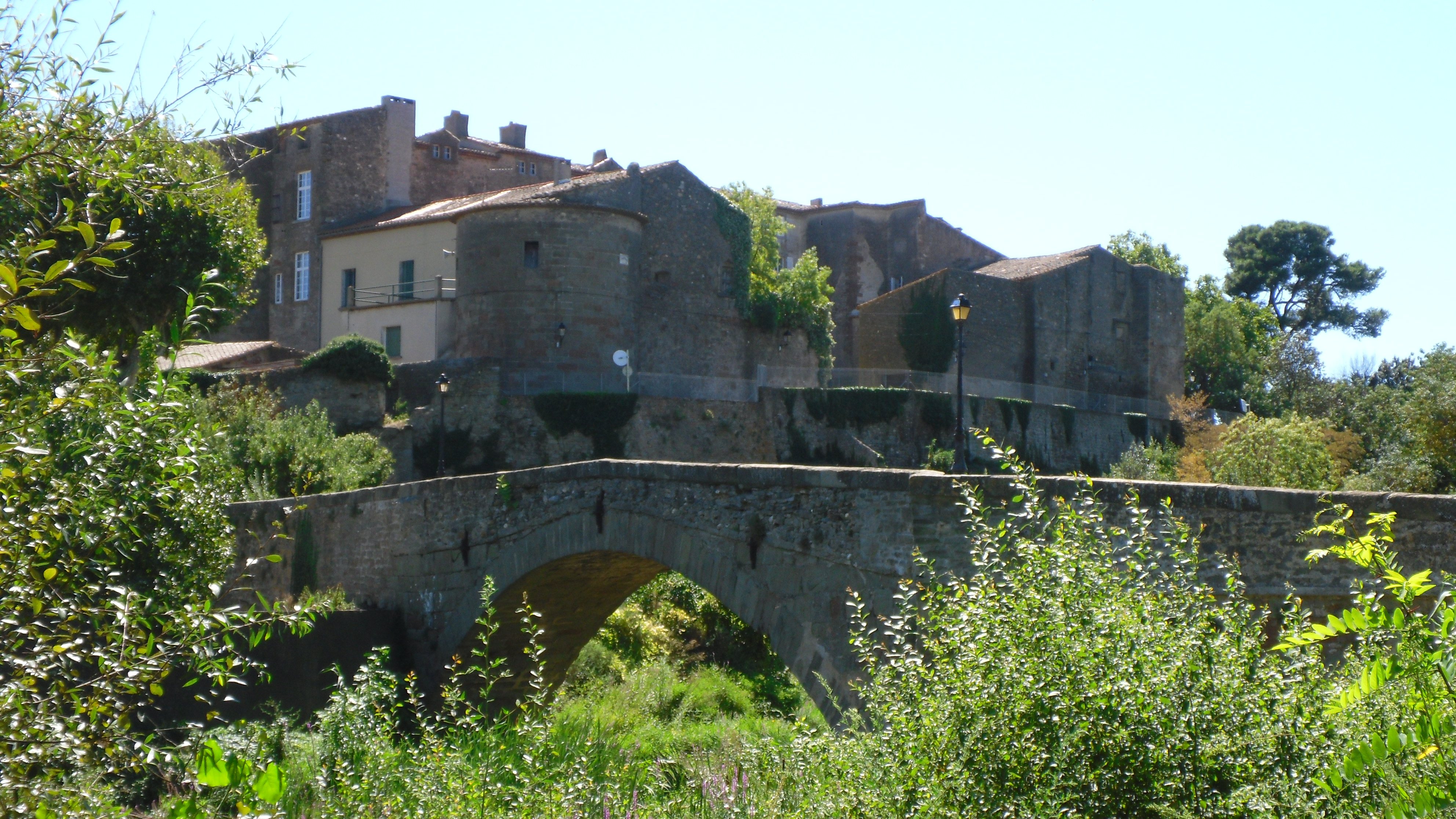
Шато-де-Рьё-Минервуа
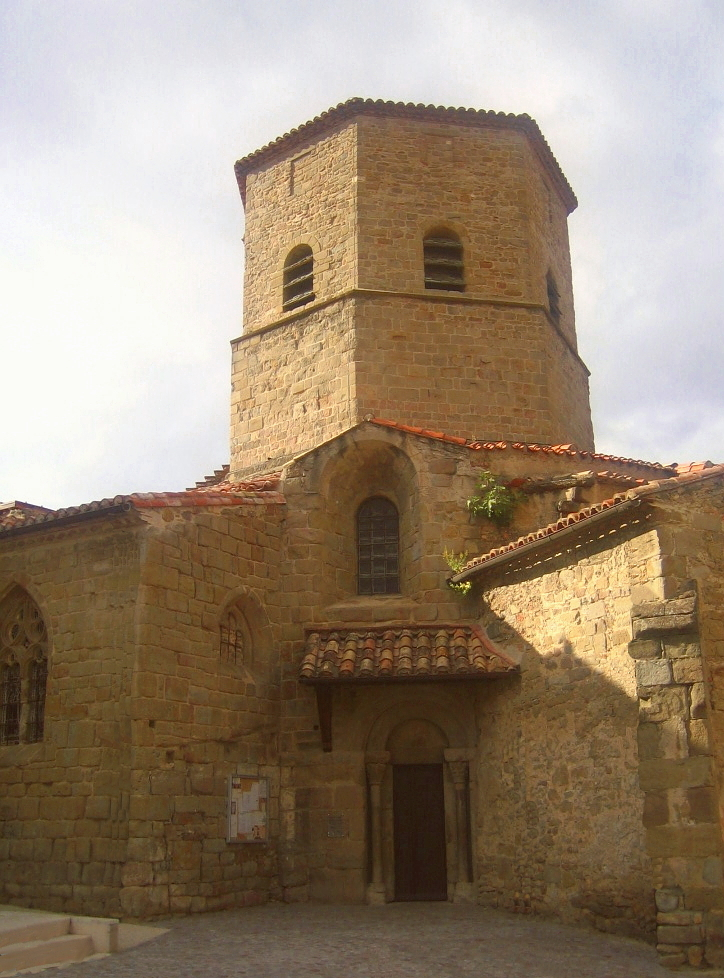
Церковь Успения XII века
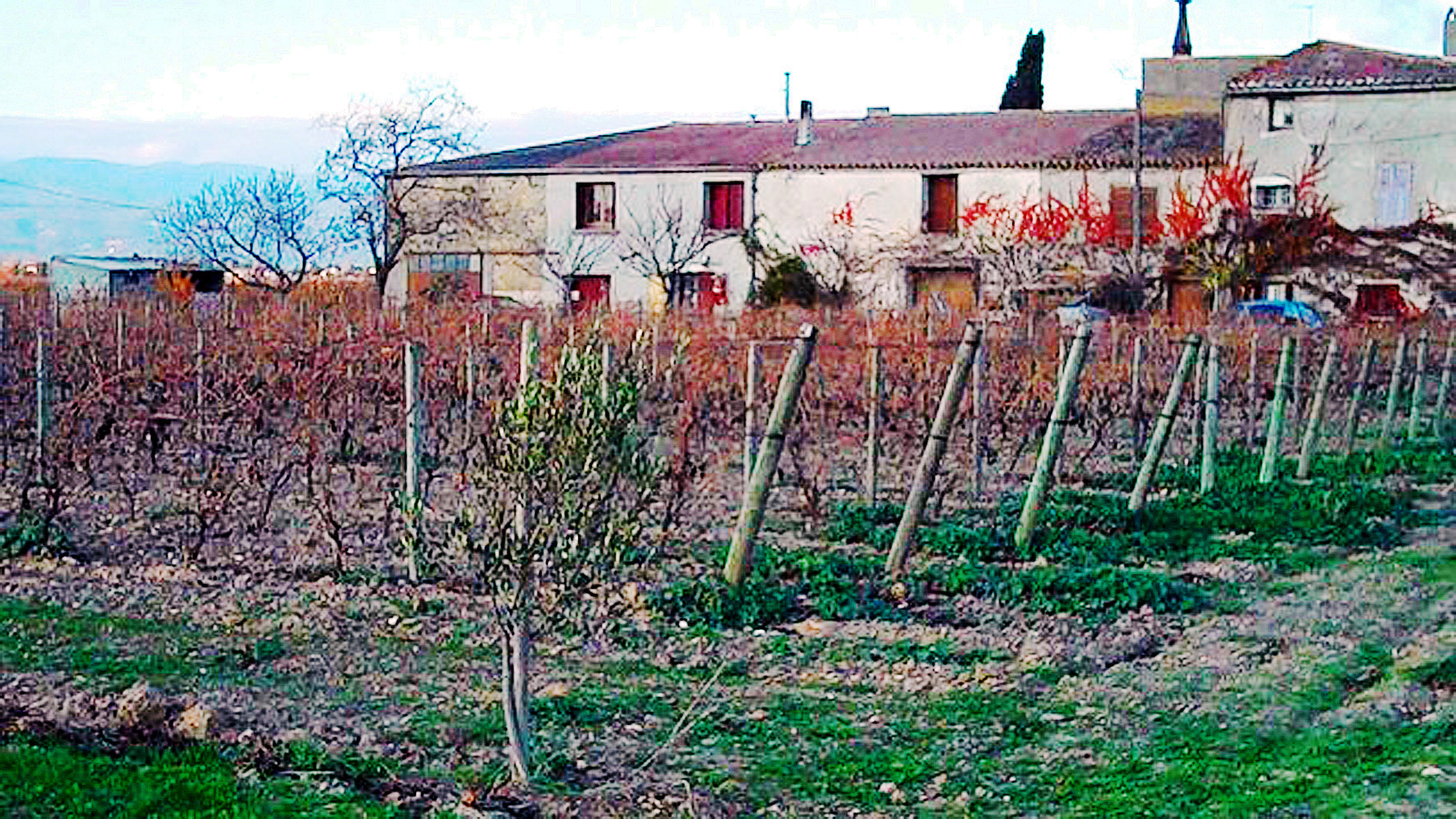
Виноградник во Рьё-Минервуа